# SARM Division No. 2
Die SARM Division No. 2 ist eine Division in der kanadischen Provinz Saskatchewan. Sie ist Teil der Saskatchewan Association of Rural Municipalities (SARM) und liegt im zentralen Süden der Provinz. In der Division gibt es 51 Rural Municipalities; Verwaltungsoberhaupt ist Norm Nordgulen.
Der überwiegende Teil der Landschaft ist von Gras- und Prärieland geprägt. Bedeutende Wirtschaftszweige sind Ackerbau, Viehzucht, die Gewinnung von Kohle und Kalisalz sowie die Energieerzeugung und Verarbeitendes Gewerbe.

## Rural Municipalities
- RM Lake Alma No. 8
- RM Surprise Valley No. 9
- RM Happy Valley No. 10
- RM Hard Butte No. 11
- RM Poplar Valley No. 12
- RM Laurier No. 38
- RM The Gap No. 39
- RM Bengough No. 40
- RM Willow Bunch No. 42
- RM Old Post No. 43
- RM Waverley No. 44
- RM Brokenshell No. 68
- RM Norton No. 69
- RM Key West No. 70
- RM Excel No. 71
- RM Lake of the Rivers No. 72
- RM Stonehenge No. 73
- RM Wood River No. 74
- RM Scott No. 98
- RM Caledonia No. 99
- RM Elmsthorpe No. 100
- RM Terell No. 101
- RM Lake Johnston No. 102
- RM Sutton No. 103
- RM Gravelbourg No. 104
- RM Lajord No. 128
- RM Bratt's Lake No. 129
- RM Redburn No. 130
- RM Baildon No. 131
- RM Hillsborough No. 132
- RM Rodgers No. 133
- RM Shamrock No. 134
- RM Edenwold No. 158
- RM Sherwood No. 159
- RM Pense No. 160
- RM Moose Jaw No. 161
- RM Caron No. 162
- RM Wheatlands No. 163
- RM Chaplin No. 164
- RM Lumsden No. 189
- RM Dufferin No. 190
- RM Marquis No. 191
- RM Eyebrow No. 193
- RM Enfield No. 194
- RM Cupar no. 218
- RM Longlaketon No. 219
- RM McKillop No. 220
- RM Sarnia No. 221
- RM Craik No. 222
- RM Huron No. 223
- RM Maple Bush No. 224